# هنفیلد
هنفیلد (به انگلیسی: Henfield) یک روستا و محله مدنی در بریتانیا است که در Horsham District واقع شده‌است. هنفیلد ۱۷٫۳۵ کیلومتر مربع مساحت و ۵٬۰۱۲ نفر جمعیت دارد.